# Liste portugiesischer Städte- und Gemeindepartnerschaften
Die Liste portugiesischer Städte- und Gemeindepartnerschaften führt Städte- und Gemeindepartnerschaften auf, die portugiesische Kommunen bisher eingegangen sind oder angebahnt haben (Stand nach Datenbankabruf vom 16. Mai 2020).
Insgesamt führt die Liste 1.019 Partnerschaften portugiesischer Kommunen auf, davon 517 in Europa, 259 in Afrika, 175 in Amerika, 65 in Asien und 3 in Ozeanien.
Die Liste ist nach Kontinenten und darin nach Ländern sortiert. Sie erhebt keinen Anspruch auf Vollständigkeit.

## Afrika
| Staat                 | Anzahl | Portugiesischer Ort, Partnerstadt und Beginndatum                                            |
| --------------------- | ------ | -------------------------------------------------------------------------------------------- |
| Algerien              | 1      | Lissabon und Algier, seit 1988 Kooperationsabkommen, 1998 erneuert                           |
| Angola                | 19     | → Hauptartikel : Liste angolanisch-portugiesischer Städte- und Gemeindepartnerschaften       |
| Elfenbeinküste        | 1      | Viseu und Abidjan, seit 2011                                                                 |
| Guinea-Bissau         | 22     | → Hauptartikel : Liste guinea-bissauisch-portugiesischer Städte- und Gemeindepartnerschaften |
| Kap Verde             | 107    | → Hauptartikel : Liste kapverdisch-portugiesischer Städte- und Gemeindepartnerschaften       |
| Marokko               | 16     | → Hauptartikel : Liste marokkanisch-portugiesischer Städte- und Gemeindepartnerschaften      |
| Mosambik              | 49     | → Hauptartikel : Liste mosambikanisch-portugiesischer Städte- und Gemeindepartnerschaften    |
| Sambia                | 2      | Funchal und Livingstone, seit 1980 / Porto und Ndola, seit 1978                              |
| São Tomé und Príncipe | 31     | → Hauptartikel : Liste portugiesisch-são-toméischer Städte- und Gemeindepartnerschaften      |
| Senegal               | 3      | → Hauptartikel : Liste portugiesisch-senegalesischer Städte- und Gemeindepartnerschaften     |
| Südafrika             | 3      | → Hauptartikel : Liste portugiesisch-südafrikanischer Städte- und Gemeindepartnerschaften    |
| Tunesien              | 5      | → Hauptartikel : Liste portugiesisch-tunesischer Städte- und Gemeindepartnerschaften         |

## Amerika
| Staat              | Anzahl | Details                                                                                      |
| ------------------ | ------ | -------------------------------------------------------------------------------------------- |
| Argentinien        | 3      | → Hauptartikel : Liste argentinisch-portugiesischer Städte- und Gemeindepartnerschaften      |
| Brasilien          | 103    | → Hauptartikel : Liste brasilianisch-portugiesischer Städte- und Gemeindepartnerschaften     |
| Kanada             | 5      | → Hauptartikel : Liste kanadisch-portugiesischer Städte- und Gemeindepartnerschaften         |
| Kolumbien          | 1      | Angra do Heroísmo und Cartagena de Indias, seit 2015                                         |
| Kuba               | 7      | → Hauptartikel : Liste kubanisch-portugiesischer Städte- und Gemeindepartnerschaften         |
| Mexiko             | 1      | Lagos (Portugal) und Lagos (Jalisco), Kooperationsabkommen seit 2008                         |
| Paraguay           | 1      | Lissabon und Asunción, seit 2014                                                             |
| Peru               | 1      | Serpa und Ate (Stadtbezirk von Lima), seit 2003                                              |
| Uruguay            | 3      | → Hauptartikel : Liste portugiesisch-uruguayischer Städte- und Gemeindepartnerschaften       |
| Venezuela          | 1      | Portimão und Guanare, seit 1977                                                              |
| Vereinigte Staaten | 49     | → Hauptartikel : Liste der Städte- und Gemeindepartnerschaften zwischen Portugal und den USA |

## Asien
| Staat               | Anzahl | Details |
| ------------------- | ------ | --- |
| Volksrepublik China | 25     | → Hauptartikel : Liste chinesisch-portugiesischer Städte- und Gemeindepartnerschaften                                                              |
| Indien              | 3      | → Hauptartikel : Liste indisch-portugiesischer Städte- und Gemeindepartnerschaften                                                                 |
| Indonesien          | 1      | Lagos und Sikka, Kooperationsabkommen seit 2007 |
| Israel              | 4      | → Hauptartikel : Liste israelisch-portugiesischer Städte- und Gemeindepartnerschaften                                                              |
| Japan               | 9      | → Hauptartikel : Liste japanisch-portugiesischer Städte- und Gemeindepartnerschaften                                                               |
| Malaysia            | 1      | Lissabon und Malakka, seit 1984 |
| Osttimor            | 11     | → Hauptartikel : Liste osttimoresisch-portugiesischer Städte- und Gemeindepartnerschaften                                                          |
| Palästina           | 2      | Bethlehem und Lissabon, Kooperationsabkommen seit 1995 / Gaza und Cascais, seit 2000                                                               |
| Russland            | 5      | → Hauptartikel : Liste portugiesisch-russischer Städte- und Gemeindepartnerschaften                                                                |
| Südkorea            | 1      | Alcochete und Waudo, seit 1992 (eine Partnerschaft Vila do Bispo und Tongyeong scheint nicht zu bestehen)                                          |
| Türkei              | 1      | Cascais und Karşıyaka, seit 2012 |
| Zypern              | 2      | Sesimbra und Agros (im Rahmen der Douzelage), seit 2011 / Samuel und Pano Lefkara (im Rahmen der European Charter – Villages of Europe), seit 2004 |

## Australien und Ozeanien
| Staat      | Anzahl | Details                                                                                |
| ---------- | ------ | -------------------------------------------------------------------------------------- |
| Australien | 3      | → Hauptartikel : Liste australisch-portugiesischer Städte- und Gemeindepartnerschaften |

## Europa
| Staat                  | Anzahl | Details |
| ---------------------- | ------ | --- |
| Belgien                | 4      | → Hauptartikel : Liste belgisch-portugiesischer Städte- und Gemeindepartnerschaften                                                                  |
| Bulgarien              | 15     | → Hauptartikel : Liste bulgarisch-portugiesischer Städte- und Gemeindepartnerschaften                                                                |
| Dänemark               | 2      | Holstebro und Sesimbra (im Rahmen der Douzelage), seit 1989 / Holmegaard und Samuel, seit 1989 (im Rahmen der European Charter – Villages of Europe) |
| Deutschland            | 25     | → Hauptartikel : Liste deutsch-portugiesischer Städte- und Gemeindepartnerschaften                                                                   |
| Estland                | 3      | → Hauptartikel : Liste estnisch-portugiesischer Städte- und Gemeindepartnerschaften                                                                  |
| Finnland               | 2      | Samuel und Kannus (im Rahmen der European Charter – Villages of Europe), seit 1995 / Sesimbra und Asikkala (im Rahmen der Douzelage), seit 2016      |
| Frankreich             | 194    | → Hauptartikel : Liste französisch-portugiesischer Städte- und Gemeindepartnerschaften                                                               |
| Griechenland           | 4      | → Hauptartikel : Liste griechisch-portugiesischer Städte- und Gemeindepartnerschaften                                                                |
| Irland                 | 3      | → Hauptartikel : Liste irisch-portugiesischer Städte- und Gemeindepartnerschaften                                                                    |
| Island                 | 2      | Grindavík und Ílhavo, seit 2005 / Grindavík und Abrantes, seit 2005                                                                                  |
| Italien                | 17     | → Hauptartikel : Liste italienisch-portugiesischer Städte- und Gemeindepartnerschaften                                                               |
| Kroatien               | 3      | → Hauptartikel : Liste kroatisch-portugiesischer Städte- und Gemeindepartnerschaften                                                                 |
| Lettland               | 3      | → Hauptartikel : Liste lettisch-portugiesischer Städte- und Gemeindepartnerschaften                                                                  |
| Litauen                | 2      | Samuel und Žagarė (im Rahmen der European Charter – Villages of Europe), seit 2004 / Sesimbra und Prienai (im Rahmen der Douzelage), seit 2008       |
| Luxemburg              | 8      | → Hauptartikel : Liste luxemburgisch-portugiesischer Städte- und Gemeindepartnerschaften                                                             |
| Malta                  | 3      | → Hauptartikel : Liste maltesisch-portugiesischer Städte- und Gemeindepartnerschaften                                                                |
| Nordmazedonien         | 1      | Guimarães und Kavadarci, seit 2006 |
| Moldau                 | 2      | Santarém und Tiraspol, seit 1983 / Cascais und Ungheni, seit 2012                                                                                    |
| Niederlande            | 3      | → Hauptartikel : Liste niederländisch-portugiesischer Städte- und Gemeindepartnerschaften                                                            |
| Österreich             | 3      | → Hauptartikel : Liste österreichisch-portugiesischer Städte- und Gemeindepartnerschaften                                                            |
| Polen                  | 12     | → Hauptartikel : Liste polnisch-portugiesischer Städte- und Gemeindepartnerschaften                                                                  |
| Portugal               | 69     | → Hauptartikel : Liste innerportugiesischer Städte- und Gemeindepartnerschaften                                                                      |
| Rumänien               | 9      | → Hauptartikel : Liste portugiesisch-rumänischer Städte- und Gemeindepartnerschaften                                                                 |
| Russland               | 5      | → Hauptartikel : Liste portugiesisch-russischer Städte- und Gemeindepartnerschaften                                                                  |
| Schweden               | 4      | → Hauptartikel : Liste portugiesisch-schwedischer Städte- und Gemeindepartnerschaften                                                                |
| Schweiz                | 2      | Castro Daire und Zermatt (Datum ungenannt) / Funchal und Montreux (in Anbahnung)                                                                     |
| Spanien                | 95     | → Hauptartikel : Liste portugiesisch-spanischer Städte- und Gemeindepartnerschaften                                                                  |
| Tschechien             | 3      | → Hauptartikel : Liste portugiesisch-tschechischer Städte- und Gemeindepartnerschaften                                                               |
| Türkei                 | 1      | Cascais und Karşıyaka, seit 2012 |
| Ukraine                | 2      | Figueira da Foz und Jewpatorija, seit 1988 / Lissabon und Kiew, Kooperationsvertrag seit 2000                                                        |
| Vereinigtes Königreich | 14     | → Hauptartikel : Liste britisch-portugiesischer Städte- und Gemeindepartnerschaften                                                                  |
| Zypern                 | 2      | Sesimbra und Agros (im Rahmen der Douzelage), seit 2011 / Samuel und Pano Lefkara (im Rahmen der European Charter – Villages of Europe), seit 2004   |

## Quelle
- Datenbank der portugiesischen Städte- und Gemeindepartnerschaften beim Verband portugiesischer Kreisverwaltungen (ANMP), nach Ländern (Países), Kreisen (Municípios) und Gemeinden (Freguesias) sortiert